# カーソン郡 (テキサス州)
カーソン郡（カーソンぐん、英: Carson County）は、アメリカ合衆国テキサス州の北部に位置する郡である。2010年国勢調査での人口は6,182人であり、2000年の6,516人から5.1%減少した。郡庁所在地はパンハンドル町（人口2,452人）であり、同郡で人口最大の町でもある。郡内に都市は無い。郡名はテキサス共和国の初代国務長官を務めたサミュエル・プライス・カーソンに因んで名付けられた。

## 歴史

### インディアン
前史時代のこの地域には狩猟採集型民族が住んでおり、その後平原アパッチ族が入ってきた。現代のアパッチ族がそれに続き、さらにコマンチ族の支配する地域になった。コマンチ族は1874年のレッド川戦争で、アメリカ陸軍に敗れた。

### 初期の探検
1541年、スペイン人のコンキスタドールであるフランシスコ・バスケス・デ・コロナドがリャノ・エスタカードを探検した。

### カーソン郡の設立と成長
カーソン郡は1876年にベア郡から分かれて設立され、1888年に組織化された。当時唯一の町だったパンハンドルが郡庁所在地になった。
1880年代には郡内に牧畜業が始まった。JA牧場は隣接する6郡に及び、100万エーカー (4,000 km2) 以上の広さがあった。1878年にはコロラド州のリチャード・E・マクナルティがテキサスに移住してターキートラック牧場を始めた。1882年、チャールズ・G・フランクリンが土地と牛の会社を作るために隣接郡内の鉄道用地 637,440エーカー (2,579.6 km2) を購入した。この土地は実を結ばず、1886年と1887年に、イギリスの社債権者のホワイトディア土地信託に売却された。
1886年にアッチソン・トピカ・アンド・サンタフェ鉄道の子会社である南カンザス鉄道がテキサス州内に路線を伸ばして、カーソン郡内にも入り、1888年にはパンハンドルが終着駅になった。1889年、フォートワース・アンド・デンバー鉄道が、パンハンドルとアームストロング郡のウォッシュバーンとを繋いだ。1904年、シカゴ・ロック・アイランド・アンド・ガルフ鉄道がこの線を買収した。1908年、南カンザス鉄道がその線をパンハンドルからアマリロ市まで延伸したことで、カンザス・テキサス・ニューメキシコ線が主要な大陸横断鉄道になった。チョクトー・オクラホマ・アンド・テキサス鉄道が郡の南端を通る線を建設した。
北東のロバーツ郡から鉄道で水を運ぶという問題を、風車を使って地下水をポンプで汲み上げることで解決した。
1909年には、郡内のホワイトディアにポーランド人カトリック教徒の移民が入った。彼らはまず州南部のカーンズ郡のパナマリアに入り、その後カーソン郡内に移ってきた。
ガルフ石油の試掘によって、1921年には郡内で、またパンハンドル地域では初の石油とガスの生産が始まった。1925年にはボーガー油田が発見され、パンハンドル地域における石油探査と生産が盛んになった。2000年末までの累計で178,398,900 バーレル (28,363,160 m3) の石油が生産された。
1942年9月、カーソン郡南西部の 16,076エーカー (65.06 km2) の土地にパンテックス軍需品工場が建設され、第二次世界大戦支援のために砲弾や爆弾を梱包し、出荷した。1945年8月に操業を終え、1949年には農業試験用地としてテキサス州工科大学アマリロ校に売却された。パンテックスは1951年に原子爆弾の組立工場として再開された。1960年、カリフォルニア州のローレンス・リバモア国立研究所のために高性能爆薬の開発を始めた。パンテックスでは長年核兵器備蓄品の維持と用済み後兵器の解体を安全確実に進める任務を担ってきた。

## 地理
アメリカ合衆国国勢調査局に拠れば、郡域全面積は924平方マイル (2,393.1 km2)であり、このうち陸地923平方マイル (2,390.6 km2)、水域は1平方マイル (2.6 km2)で水域率は0.10%である。

### 主要高規格道路
- 州間高速道路40号線
- アメリカ国道60号線
- テキサス州道152号線
- テキサス州道207号線
- 農場市場直結道路293号線

### 隣接する郡
- ハッチンソン郡 - 北
- ロバーツ郡 - 北東
- グレイ郡 - 東
- アームストロング郡 - 南
- ポッター郡 - 西
- ムーア郡 - 北西

## 人口動態
以下は2000年の国勢調査による人口統計データである。
| 基礎データ - 人口: 6,516人 - 世帯数: 2,470 世帯 - 家族数: 1,884 家族 - 人口密度: 3人/km2（7人/mi2） - 住居数: 2,815軒 - 住居密度: 1軒/km2（3軒/mi2） 人種別人口構成 - 白人: 93.82% - アフリカン・アメリカン: 0.58% - ネイティブ・アメリカン: 1.00% - アジア人: 0.14% - 太平洋諸島系: 0.02% - その他の人種: 3.04% - 混血: 1.41% - ヒスパニック・ラテン系: 7.03% 年齢別人口構成 - 18歳未満: 27.9% - 18-24歳: 6.2% - 25-44歳: 26.3% - 45-64歳: 23.9% - 65歳以上: 15.7% - 年齢の中央値: 39歳 - 性比（女性100人あたり男性の人口） - 総人口: 95.9 - 18歳以上: 92.2 | 世帯と家族（対世帯数） - 18歳未満の子供がいる: 35.8% - 結婚・同居している夫婦: 65.3% - 未婚・離婚・死別女性が世帯主: 8.1% - 非家族世帯: 23.7% - 単身世帯: 22.3% - 65歳以上の老人1人暮らし: 11.3% - 平均構成人数 - 世帯: 2.60人 - 家族: 3.04人 収入と家計 - 収入の中央値 - 世帯: 40,285米ドル - 家族: 47,147米ドル - 性別 - 男性: 34,271米ドル - 女性: 23,325米ドル - 人口1人あたり収入: 19,368米ドル - 貧困線以下 - 対人口: 7.3% - 対家族数: 5.4% - 18歳未満: 8.9% - 65歳以上: 9.4% |

## 都市と町
- 具ルーム、町、人口574人
- パンハンドル、町、人口2,452人 - 郡庁所在地
- スケリータウン、町、人口473人
- ホワイトディア、町、人口1,000人